# Fortaleza de Lonquén
Fortaleza de Lonquén (em castelhano:  Fuerte de Lonquén), foi uma fortaleza construída em 1602 pelo governador Alonso de Ribera, na margem sul do rio Lonquén e a 9 km do rio Itata, no Chile. Foi criada para proteger os campos de grãos e a criação de gados das fazendas locais, no qual serviam para alimentar o exército espanhol de Ribera em La Frontera. Anos mais tarde, uma cidade foi construída neste mesmo local chamada Nombre de Jesús. No final do século XIX, no local havia apenas uma pequena vila chamada Lonquén e a poucos quilómetros a noroeste da cidade de Treguaco na comuna com o nome de Ñuble Province da região Bio Bio do Chile.